# Flugscham
Der Begriff Flugscham (vom Schwedischen flygskam, im Englischen als flight shame bezeichnet) ist ein Neologismus, der im Jahr 2017 entstand. Wortwörtlich beschreibt das Konzept die Empfindung von persönlicher Scham bei der Benutzung von Verkehrsflugzeugen bzw. bei dem Gedanken daran, dass sie diese benutzen könnten. In diesem Sinn definierte der ADAC im Juni 2023 den Begriff Flugscham für seine Mitglieder mit den Worten: „Flugscham nennt man dieses neue Unwohlsein, das Menschen empfinden, die sich der klimaschädlichen Tragweite ihrer Reise bewusst sind, aber dennoch fliegen.“
Der Begriff wurde 2019 zu einem der drei Deutschschweizer Wörter des Jahres gewählt. Seit 2020 steht das Wort im Duden.
Umfragen in mehreren europäischen Ländern zeigten, dass ein erheblicher Anteil der Befragten angab, sich für ihre Flugreisen zu schämen oder ihr Verhalten in Bezug auf Flugreisen aufgrund von Flugscham geändert zu haben. In einigen Ländern zeigte sich, dass die meisten dieser Angaben ernst zu nehmen waren, so dass dort die Nachfrage nach Flügen bereits vor der COVID-19-Pandemie zurückging. Zum Teil ist dieser Effekt darauf zurückzuführen, dass eine Reihe von Organisationen ihre Reiserichtlinien dahingehend änderten, dass diejenigen, für die diese Richtlinien verbindlich sind, auf kürzeren Strecken andere Verkehrsmittel zu benutzen haben. 

## Begriffsbestimmung

### „Flight shame“ vs. „flight shaming“
Der Begriff Flugscham ist ein Neologismus und eine Übersetzung des schwedischen ‚flygskam‘.

#### „Flight shame“
Oxford Dictionaries definiert das englische flight shame als „Unwillen, mit dem Flugzeug zu reisen, weil Flugzeuge schädliche Treibhausgase und andere Schmutzstoffe verursachen“ („A reluctance to travel by air, or discomfort at doing so, because of the damaging emission of greenhouse gases and other pollutants by aircraft“). Akut wird „Flight shame“ dann, wenn dadurch eine kognitive Dissonanz eintritt, dass der Flugscham Empfindende dennoch eine Flugreise unternimmt.

#### „Flight shaming“
Der Begriff „Flugscham“ wird im Deutschen auch oft im Sinn des englischen Begriffs flight shaming verwendet. Damit ist die Beschämung anderer gemeint, von denen ein (umfassender) Verzicht auf Flugreisen erwartet wird. Jedermann sollte demnach ein Schamgefühl schon bei dem bloßen Gedanken an eine Flugreise haben.
Für Friedrich W. Stallberg besteht der Wirkungsmechanismus von Beschämungsstrategien im Allgemeinen darin, dass eine „interaktive Bloßstellung einer Person“ beabsichtigt sei, der man „Normbrüche, Makel und Fehleistungen“ zuschreibe.

#### Folgen von „flight shame“ und „flight shaming“
Flugscham kann dazu führen, dass Reisen stattdessen mit weniger klimabelastenden Verkehrsmitteln durchgeführt werden, beispielsweise mit der Eisenbahn.

### Verzicht auf alle Flugreisen vs. Verzicht auf bestimmte Flugreisen
In einer radikalen Variante wird von allen Menschen erwartet, dass sie nie wieder eine Flugreise antreten. Konsequenterweise reiste Greta Thunberg als Vertreterin dieser Auffassung zur UN-Klimakonferenz in New York im August/September 2019 mit einer Rennyacht über den Atlantik sowie auf der Rückreise über den Atlantik im November 2019 mit einem Katamaran. Im März 2020 zeigte die ehemalige evangelische Bischöfin Margot Kässmann Unverständnis für die Forderung nach einem vollständigen Verzicht auf Flüge: „Nicht jede kann wie Greta Thunberg mit einem Privatsegler den Atlantik überqueren. Es wird Konferenzen geben müssen, auf denen Nationen oder Konzerne sich verständigen. Skypekonferenzen sind gut, aber manchmal braucht es Verhandlungen von Angesicht zu Angesicht. Auch für Gemeindepartnerschaften ist es gut, wenn wir uns persönlich begegnen, mal in Deutschland, mal in Äthiopien beispielsweise. Es ist wichtig, dass junge Leute ein freiwilliges soziales Jahr in Brasilien oder Indonesien verbringen, weil solche Erfahrungen prägen, den Horizont erweitern. Und ja, dafür müssen sie fliegen.“
Die britische Journalistin Jocelyn Timperley benutzte am 10. September 2019 in der Überschrift ihres Beitrags für die BBC den Begriff „Flugschambewegung“.  Die Journalistin bekannte sich dazu, in fünf Jahren zweimal eine Strecke mit einem Flugzeug zurückgelegt zu haben, weil ihr der Zeitaufwand für eine andere Form des Reisens als zu groß erschienen sei. Ihrer Ansicht nach gehe es nicht darum, Menschen davon abzuhalten, die Welt zu erkunden. Es gehe darum, für die langsamen, bewussten Reisen zu werben, die ohne Luftfahrt in einer vertretbaren Zeitdauer möglich seien.

## Begriffsgeschichte

### Das Konzept ‚Vermeidung von Flugreisen‘ vor Aufkommen des Begriffs Flugscham
Das Konzept Flugscham, also das Bewusstsein um die Umweltschädlichkeit von Flugreisen und in der Konsequenz die Vermeidung von Flugreisen, wurde schon lange vor Aufkommen des Begriffs Flugscham praktiziert. Jocelyn Timperley schrieb 2019 in ihrem Artikel über Flugscham, dass sie seit Jahren Flugreisen wegen ihrer CO2-Bilanz im Prinzip vermeide. In der WDR-5-Sendung ‚Flugscham – wie reisen Sie?‘ sagte eine Hörerin, dass sie 1990 entschieden habe, wegen der Klimafolgen des Flugverkehrs nicht mehr zu fliegen, und dass sie dies auch bis heute (März 2019) so handhabe. Der Guardian veröffentlichte 2019 einen Artikel, der die verschiedenen Motivationen von Personen herausstellt, die entweder ganz aufs Fliegen verzichten, oder aber die Anzahl an Flugreisen sehr stark reduziert haben. Viele der vorgestellten Personen tätigten ihren letzten Flug Anfang der 2000er Jahre, also viele Jahre vor Aufkommen der Diskussion über den Begriff Flugscham.
Auch die schwedischen Vorreiter Malena Ernman und Björn Ferry sind schon seit 2016 und damit vor Aufkommen des Begriffs Flugscham aufgrund der Klimakrise nicht mehr geflogen.

### Eingang in den Sprachgebrauch
Ende 2017 erklärten in Schweden mehrere Prominente, dass sie nicht mehr fliegen würden. Dieses Verhalten wurde als Ausdruck von flygskam interpretiert.
Der Rat für Schwedische Sprache wählte 2019 ‚flygskam‘ unter die 33 Wörter, die sich 2018 im Schwedischen etabliert haben. Das Wort Flugscham drücke auch einen Wertewandel aus. Während Flugreisen früher als Statussymbol gegolten hätten, „hänge ihnen nun etwas Peinliches an“, schrieb eine bekannte schwedische Zeitung.
Der Linguist Olaf Gätje datiert den Startpunkt des Hypes im Umfeld des deutschsprachigen Begriffs Flugscham auf den 14. November 2018. An diesem Tag wurde ein Artikel zur Personenmobilität bzw. zum Verhältnis von Flug- und Schienenverkehr in Schweden in dem Online-Magazin klimareporter.de veröffentlicht, in dem das Wort Flugscham benutzt wird und der auch das Thema flygskam zum Thema hat. Den steilen Anstieg des Begriffsgebrauchs bis zum Dezember 2019 führt Gätje auf die Berichterstattung über die Bahnreise Greta Thunbergs zur UN-Klimakonferenz nach Katowice am Anfang des Monats zurück. Eine „Schwarmaktivität“ unter Anhängern und Sympathisanten der Klimabewegung löste Gätje zufolge die erste Benutzung des Hashtags #Flugscham bei Twitter aus. Diese datiert Gätje ebenfalls auf den 14. November 2018. Für das im November 2018 in Deutschland gestartete „semantische Konzept“ (Gätje) zur Beschämung von Menschen, die keine Flugscham zu empfinden behaupten, spielte Gätje zufolge die Verwendung des Begriffs Flugscham eine zentrale Rolle. In dieser Verwendung des Begriffs komme eine „deontische Logik“ zum Ausdruck, die mit dem Anspruch der Allgemeingültigkeit der Norm des Flugverzichts verbunden sei. Mit dieser These werde das Recht begründet, von anderen zu erwarten, dass diese sich schämen müssten, wenn sie an vergangene, geplante und/oder aktuell stattfindende Flugreisen dächten. Zu klären sei – so Gätje –, wie stark der „normative Druck“ tatsächlich sei, der „die Mitglieder der Gesellschaft affiziert, die die Entscheidung für Flugreisen nicht mit Schamgefühlen in Verbindung gebracht sehen wollen“.
Die Existenz solcher „Mitglieder der Gesellschaft“ machte sich bereits 2018 in Schweden bemerkbar. Deutsche Medien berichteten im November 2018 darüber, dass einige Schweden Flygskam als „Volkskrankheit“ bewerteten, die dafür verantwortlich sei, dass die Fluggastzahlen in Schweden sinken und die Bahnfahrgastzahlen steigen
Im März 2019 strahlte der Westdeutsche Rundfunk (WDR) eine Radiosendung aus, in der Zuhörer live ihre Einschätzung zu Flugscham und den Verzicht aufs Fliegen aus Klimaschutzgründen darlegten.
Flugscham wurde auch durch die Berichterstattung über die konsequente Vermeidung von Flugreisen durch Greta Thunberg bekannt, insbesondere durch ihre Methode, den Atlantischen Ozean ohne Benutzung eines Flugzeugs zu überqueren (siehe oben).
Im Laufe des Jahres 2019 fand der Begriff Flugscham dadurch endgültig Eingang in die deutsche Alltagssprache, dass er auch hier von Gegnern der Auffassung aufgegriffen wurde, wonach jeder, der mit einem Flugzeug fliege, Flugscham empfinden müsse:

„Ich warne auch davor, jetzt Flugscham zu fördern.“

„Wenn ich Flugscham höre, kriege ich Blutdruck.“

Erklärt werden können die heftigen Abwehrreaktionen durch Olaf Gätjes Hinweis, dass diejenigen, die Flugwillige zu beschämen versuchten, damit rechnen müssten, dass „die propagierte Assoziierung von Flugreisen mit Schamgefühlen von Teilen der Gesellschaft als Tugendterror von Moralaposteln bewertet“ werde, „mit der die Selbstbestimmung des Individuums unzulässig eingeschränkt“ werde.
2020 wurde Flugscham als in der deutschen Sprache etablierter Begriff in den Duden aufgenommen.
Bei der Wahl des Deutschschweizer Wortes des Jahres 2019 kam Flugscham auf den dritten Platz. Platz 2 wurde von dem Wort „Klimajugend“ belegt. Für die französische Schweiz wurde „Flygskam“ unter die ersten Drei gewählt. Begründet wurde die Wahl von Flugscham u. a. damit, dass dieses Wort 2019 zum Thema geworden sei. Auch für das österreichische Wort des Jahres 2019 war Flugscham auf der Liste der 10 Kandidaten.
Das Englische flight shame kam bei der Wahl des Wortes 2019 durch Oxford Dictionaries auf die Shortlist. Gewählt wurde allerdings nur climate emergency (Klimanotstand).
Auch in der Wissenschaft findet der Begriff inzwischen Verwendung. Von besonderer Bedeutung ist eine im Jahr 2020 veröffentlichte Studie mit dem Titel „Zur Legitimität des Fliegens. Eine Diskurserweiterung der Flugscham-Debatte“. Das Institut für sozial-ökologische Forschung untersuchte den Sprachgebrauch in sechs deutschen Online-Leitmedien im Zeitraum vom 1. April bis 31. August 2019 in allen frei zugänglichen Artikeln, welche sich direkt oder indirekt mit dem Thema Flugscham beschäftigen. Das Wort „Flugscham“ kam in vielen themenbezogenen Artikeln vor, in der „Süddeutschen Zeitung“ in 23 Artikeln, in der „taz“ in 38 Artikeln. Die Benutzung des Wortes „Flugscham“ wirke in den untersuchten Artikeln „katalytisch“ in einem auch ohne die Begriffsverwendung laufenden Diskurs. Deutlich werde dies daran, dass der Begriff nicht in allen untersuchten Artikeln vorkomme; „offensichtlich konnte auch über das Fliegen und seine Folgen für das Klima diskutiert werden, ohne den Begriff Flugscham zu verwenden.“ Die Forscher fanden weiterhin heraus, dass es in einem Drittel der Fälle, in denen das Wort Flugscham benutzt wurde, um die Beschreibung „reflexiver Scham“ gehe, also darum, dass jemand sich schämt, in zwei Drittel der Fälle jedoch darum, dass Personen von anderen Personen („transitiv“) beschämt würden.
Auch nach dem Ende des „internationalen Gesundheitsnotstandes“ wegen des Ausbruchs der COVID-19-Pandemie wird der Begriff „Flugscham“ noch benutzt. Ein Beispiel hierfür ist der vom Bayerischen Rundfunk am 30. Mai 2023 ausgestrahlte Beitrag: „Flugscham ade? Urlaubsflüge sind wieder im Aufwind“. Einerseits belegt der Sendungstitel, dass der Begriff noch in Gebrauch ist. Andererseits erklären die Autoren des Beitrags: „Der Begriff Flugscham ist zwar aus der Klima-Debatte verschwunden, aber seit 2019 verfolgen die Tourismusforscher der Hochschule München, dass der Wunsch nach einer möglichst geringen Klimabelastung zunimmt.“ Ein weiteres Beispiel ist ein Bericht von tagesspiegel.de vom März 2023: In der Überschrift heißt es: „Die Flugscham wird wiederkommen“. Die Aussage wird im Text mit den Worten erläutert: „[W]ir werden wieder in eine Art Flugbewusstseinsphase kommen, in der man von anderen zunehmend kritisch gesehen wird, wenn man fliegt.“

## Klimawissenschaftlicher Hintergrund
Klimawissenschaftler gehen von einem CO2-Budget aus, bei dessen Überschreitung unvorhersagbare Folgen eintreten würden, etwa der Zustand des Treibhauses Erde, der zu für den Menschen lebensfeindlichen Bedingungen führen würde und bereits beim Erreichen des im Pariser Übereinkommen festgelegten Zwei-Grad-Zieles eintreffen könnte. Bei einem im Jahr 2017 durchschnittlichen Ausstoß von ungefähr 40 Gigatonnen CO2-Äquivalente pro Jahr verbleiben der Menschheit ab jenem Jahr im Falle einer ausbleibenden Veränderung des Ausstoßes je nach angenommenem CO2-Budget noch etwa 20 bis 30 Jahre, bis dieses Budget ausgeschöpft ist; danach dürften wegen der nur sehr langfristigen Absorbierung von Treibhausgasen durch das Erdsystem über Jahrtausende keinerlei Treibhausgase mehr ausgestoßen werden. Um auch langfristig das Klimasystem für die menschliche Spezies in einem angemessenen Rahmen zu halten, ist somit sowohl ein rascher Verzicht auf neue Treibhausgase sowie eine Entfernung bereits vorhandener Treibhausgase durch negative Emissionen vonnöten.
Die Europäische Union stellte 2022 fest: „Der Luftverkehr ist für 2-3% der weltweiten und 3,7% der CO2-Emissionen in der EU verantwortlich. Obwohl die COVID-19-Pandemie eine zeitweilige Reduktion des Luftverkehrs bewirkte, deuten Vorhersagen auf ein jährliches Wachstum des weltweiten Luftverkehrs und auch in der EU (um 53 % im Vergleich zu 2017) bis 2040 hin.“ (englisch: „Aviation accounts for 2-3% of global CO2 emissions and 3.7% in the EU. While the COVID-19 pandemic caused a temporary reduction of aviation traffic, projections point to an annual increase in aviation emissions at global and EU level with 53% by 2040, compared to 2017.“)
Vor diesem Hintergrund sind die Umweltauswirkungen des Luftverkehrs erheblich. So sind Flugreisen nach Angaben des deutschen Umweltbundesamtes die klimaschädlichste Art der Fortbewegung. Beispielsweise verursacht ein Flug von Deutschland auf die Malediven und zurück pro Person mehr als fünf Tonnen Kohlenstoffdioxid, was knapp der Hälfte der durchschnittlichen Jahresbilanz eines Deutschen entspricht. Flugreisen lassen sich für etwa 4,9 % der weltweiten Emissionen verantwortlich machen, von denen rund 2,5 % direkt CO2 zuzuordnen sind. Sie werden von rund 10 % der Weltbevölkerung verursacht, wohingegen etwa 90 % der Weltbevölkerung noch nie ein Flugzeug bestiegen haben.
Dabei ist zu berücksichtigen, dass zwar die Effizienz der Flugzeuge gestiegen ist und noch steigen wird, dies jedoch die erfolgte oder prognostizierte Zunahme des Luftverkehrs nicht annähernd kompensieren kann. Weiterhin ist anzumerken, dass der direkte Kohlendioxidausstoß des Flugverkehrs pro Personenkilometer zwar vergleichbar mit dem eines Personenkraftwagens (PKW mit 1,4 Personen, Jahr 2020) ist, jedoch entstehen aufgrund der Flughöhe unter anderem durch Partikel und Stickoxide sekundäre Effekte der Klimabeeinflussung, die den direkten Kohlendioxideintrag übertreffen. Weiterhin sind die Reisewege bei Flugreisen wesentlich länger als bei Reisen mit dem PKW. Der internationale Flugverkehr ist für den größten Teil der Flugverkehr-Emissionen und deren Zunahme verantwortlich, obwohl Langstreckenflüge wegen der großen Flughöhe (geringerer Luftwiderstand), des relativ geringeren Anteiles von Starts und Landungen sowie der höheren Auslastung wesentlich effizienter sind als Kurzstrecken- bzw. Inlandflüge.

## Erscheinungsformen und Ausmaß von Flugscham
Bei der Auswertung von Zahlen und Quoten zur Flugangst und zum zivilen Passagierflugverkehr müssen die Jahre 2020 bis 2022 gesondert betrachtet werden, da die COVID-19-Pandemie während dieser Zeit einen internationalen Gesundheitsnotfall auslöste, der erst im Frühjahr 2023 von der WHO für beendet erklärt wurde. In der Zeit dieses Notfalls wurden Flughäfen geschlossen und Flugangebote stark reduziert. Potenziell an einer Flugreise Interessierte unterlagen Mobilitätsbeschränkungen, auch in der Form des Verbots der Einreise in viele Länder. Von daher sind erst Daten aus der Zeit ab 2023 mit denen bis 2019 vergleichbar. Das Aufkommen des Luftverkehrs im deutschen Luftraum sank im Jahr 2020 auf das Niveau von vor 1989. 2020 wurden im gesamten deutschen Luftraum 1,46 Millionen Flüge verzeichnet, d. h. 56,2 Prozent weniger als im Vorjahr. Der Rückgang des Passagieraufkommens der zehn größten Flughäfen in Europa war in München mit 65,3 Prozent am größten. Im 1. Halbjahr 2023 betrug das Passagieraufkommen des Luftverkehrs in Deutschland wieder 74 Prozent des Werts vom 1. Halbjahr 2019.
Im Jahr 2019 kam es in Deutschland nicht zu einer Verringerung der Anzahl von Flugreisen. Zwar gaben in einer repräsentativen Ipsos-Umfrage im Auftrag des TÜV-Verbands 17 Prozent der Befragten an, 2019 auf einen Flug oder mehrere Flüge verzichtet zu haben. Tatsächlich stieg aber die Zahl der Flugpassagiere nach Angaben des Statistischen Bundesamtes in den ersten sieben Monaten des Jahres 2019.

### Umfrageergebnisse

#### Bis 2019
In einer Umfrage der World Wildlife Foundation von März 2019 gaben 20 % der Befragten  an, zugunsten der Umwelt schon mal auf eine Flugreise verzichtet zu haben.
In Belgien haben nach einer Umfrage der Agentur WES 28,4 % der Befragten ihr Verhalten in Bezug auf Flugreisen aufgrund der Besorgnis über die Globale Erwärmung angepasst; 43 % verhielten sich eigenen Angaben zufolge unverändert.

#### Ab 2023
Nach einer Umfrage des Bundesverbands der deutschen Luftverkehrswirtschaft schämen sich rund 44 % der Deutschen, wenn sie ein Flugzeug benutzen. In einer von Yougov im April 2023 in Deutschland durchgeführten Umfrage antworteten 7 % der Befragten auf die Frage: „Haben Sie schon einmal bei Antritt einer Flugreise Flugscham empfunden, also Scham in Bezug auf die Benutzung von Verkehrsflugzeugen?“ mit „Ja, immer“ (2 %) und „Ja, oft“ (5 %). 52 % gaben an, noch nie Flugscham empfunden zu haben. Eine Mehrheit für diese Antwortmöglichkeit gab es bei Personen ab 45 Jahren; bei den 18-24-Jährigen wurde die Antwort „Nein, noch nie“ von 38 % der Befragten gegeben.
In einem „Mobilität nach COVID-19: zwischen Reisebedürfnis und Flugscham“ betitelten Artikel wies Deloitte darauf hin, dass die COVID-19-Pandemie zwar weltweit zu einer drastischen Reduzierung der Nachfrage nach Flügen im zivilen Luftverkehr geführt hatte. Sie habe aber zwei entgegengesetzte Befindlichkeiten nicht beseitigt: das Bedürfnis, eine Flugreise zu unternehmen, und die Flugscham. Dadurch befänden sich vor allem die jungen Erwachsenen unter den Reisewilligen in einem inneren Zwiespalt: Viele von ihnen wollten einerseits nach dem Ende des internationalen Gesundheitsnotfalls, das die WHO im Mai 2023 verkündete, nicht auf die ihnen mehrere Jahre lang verwehrte Chance verzichten, die Welt kennenzulernen, andererseits aber nicht zur Verschärfung des Klimawandels beitragen. Das erklärt den Widerspruch, dass einerseits bei 28 % der befragten unter 30 Jahre Alten eigenen Angaben zufolge die Zahl der privaten Flugreisen im Vergleich zur Vor-Corona-Zeit zunehmen werde, andererseits aber 25 % der Altersgruppe die Zahl ihrer Flugreisen reduzieren wollten. Als einen Kompromiss betrachteten es viele, auf Inlandsflugreisen und auf Flugreisen ins nahe Ausland zu verzichten. In allen älteren Jahrgängen überwiegt die Zahl derjenigen, die nach eigenen Angaben weniger fliegen wollen, deutlich die Zahl derjenigen, die häufiger Flugreisen unternehmen wollen.

### Statistiken über die Entwicklung von Angebot und Nachfrage im Flugverkehr

#### Nachfrageseite
Nach Angaben von Airports Council International Europe ist das Wachstum der europäischen Passagierzahlen 2018 auf 4,3 % zurückgegangen. Im Vorjahr hatte es noch 6,7 % betragen.
Zeitgleich mit dem Aufkommen der Diskussionen um Flugscham registrierte das schwedische Eisenbahnverkehrsunternehmen SJ im Jahr 2018 eine deutliche Zunahme von Buchungen für innerschwedische Nachtzüge, die Flugbuchungen gingen im selben Zeitraum zurück. So sank seit Beginn des Jahres 2019 die Anzahl der Passagiere nach Angaben des Flughafenbetreibers Swedavia auf schwedischen Inlandsflügen um 8 %; dies entsprach in etwa dem Stand zu Zeiten der Finanzkrise 2008/2009 und wurde zumindest zum Teil auf die Debatte um die Klimakrise zurückgeführt.
Der Betreiber des Flughafens Düsseldorf erklärte 2019 das laufende Jahr zum bis dahin besten Verkehrsjahr in der Geschichte des Flughafens. Auch ist die Zahl der Passagiere von Auslands- und Inlandsflügen im ersten Halbjahr 2019 auf einen neuen Rekordwert gestiegen. Es wurde geschätzt, dass von diesen Flügen weniger als 1 % mit einem CO2-Ausgleich kompensiert worden seien. Auch die Süddeutsche Zeitung berichtete am 20. November 2019, dass die Aktivitäten von Fridays For Future und die Entstehung von Flugscham bis 2019 keine Auswirkungen auf das Buchungsverhalten deutscher Urlaubsreisender gezeigt hätten, im Gegenteil sei der ansteigende Trend bei den Mittel- und Langstreckenflügen nach Angaben namhafter Reiseveranstalter auch 2019 ungebrochen gewesen. Ein leicht schwächeres Wachstum sei konjunkturell erklärbar gewesen.
Eine Umfrage des Verbandes Deutsches Reisemanagement ergab 2022, dass rund 59 Prozent der befragten Betriebe damit rechneten, dass die Zahl der Geschäftsreisen (auch solche mit Flugzeugen) bei ihnen dauerhaft niedriger als 2019 bleiben werde. Der Hauptgrund hierfür sei aber nicht Flugscham, sondern die während der Corona-Pandemie gemachte Erfahrung, dass Videokonferenzen billiger seien als Konferenzen, zu denen Teilnehmer per Flugzeug anreisen (müssen). Dieser Nachfragerückgang soll durch eine steigende Nachfrage von Urlaubern nach Flügen kompensiert werden.
Eine Untersuchung des International Council on Clean Transportation aus dem Jahr 2019 ging der Frage nach, inwiefern man sich für das Fliegen schämen sollte („Should you be ashamed of flying?“). Hierzu wurde die Kundenstruktur US-amerikanischer Passagiere betrachtet. Es zeigte sich hierbei, dass mehr als die Hälfte (53 %) der US-Amerikaner im Beobachtungszeitraum 2017 keinen einzigen Flug angetreten hat, hingegen 12 % der US-Amerikaner mit sechs und mehr Flügen als Vielflieger klassifiziert wurden und damit für 68 % aller Flugreisen verantwortlich waren. Die Autoren der Studie kommen zu dem Schluss, dass es für die meisten US-Amerikaner keinen Grund zur Flugscham gibt, da sie nicht oder fast nicht am Flugverkehr teilnehmen, während nur ein sehr kleiner Bevölkerungsteil für den Großteil der durch den Flugverkehr verursachten Emissionen die Verantwortung trägt.

#### Angebotsseite
Als weitere wesentliche Ursachen für den Rückgang der Nachfrage nach Flügen werden die Insolvenz der schwedischen Regionalfluggesellschaft Nextjet, in deren Folge viele Inlandsrouten monatelang gar nicht bedient wurden, und die 2018 eingeführte Flugsteuer angesehen. Auch Svedavia, Betreiber von 10 Flughäfen in Schweden, führt die zurückgehenden Fluggastzahlen nur teilweise unmittelbar auf die Klimadebatte zurück. Rickard Gustafson, CEO von SAS Scandinavian Airlines, ist überzeugt, dass Flugscham maßgeblich zum Rückgang der Passagierzahlen geführt hat.

### „Schuldiges Vergnügen“
Eine Untersuchung der Universität Lund beschäftigte sich mit dem Thema Superemittenten. Sie wies bspw. Bill Gates allein für 2017 nach, dass er in dem Jahr 59 Flüge im Privatjet unternahm und über 200.000 Flugmeilen geflogen ist. Dies entspricht einem CO2-Ausstoß in Höhe von 1600 Tonnen. Sein CO2-Ausstoß entspricht somit dem CO2-Ausstoß von etwa 10.000 durchschnittlichen Personen. Bill Gates wurde zum Ausmaß seiner Flugreisen und der Schuld, die er dadurch trage, befragt, da sein Engagement sich auch auf die Überwindung der Klimakrise richtet; Gates bezeichnete daraufhin das Ausmaß seiner Flugreisen als „schuldiges Vergnügen“ („guilty pleasure“).

## Initiativen und Methoden zur Förderung alternativer Formen der Mobilität
International setzt sich die Initiative Stay Grounded für den Verzicht auf Flugreisen ein. Der deutsche Ableger heißt Am Boden bleiben. Der Verein Terran versucht in Anlehnung an „vegan“ den Begriff „terran“ als „ohne Flugzeug unterwegs“ zu etablieren.

### Berichte über Praxiserfahrungen
In Schweden schlossen sich bis November 2018 rund 30.000 Menschen in einer Facebook-Gruppe zusammen, in denen sie ihre Erfahrungen mit dem Bahnfahren teil(t)en. Geschäftsleute und Ärzte berichteten dort, dass es auch in der Praxis möglich sei, zu zumutbaren Bedingungen nach London oder Frankfurt mit der Bahn zu fahren. Politiker aller Parteien erklärten, dass sie soweit es geht auf Flugreisen verzichten.

### Erzeugung eines schlechten Gewissens bei Flugreisenden
Bei einer Protestaktion am Flughafen Stuttgart zum Sommerferienbeginn 2019 wollten Aktivisten von Fridays For Future den Reisenden ein schlechtes Gewissen machen. Vielen Fluggästen war die Frage nach ihrem Flugverhalten unangenehm. Einige sagten, dass sie nicht mit dem Zug fahren würden, weil die Reise zu lange dauere oder sie die Eisenbahn für zu unzuverlässig hielten. Der Sprecher des Flughafens zeigte Verständnis für die Aktion, weil es wichtig sei, für den Klimaschutz und damit verantwortungsbewusstes Reisen zu mobilisieren. Die Luftfahrtindustrie müsse sich um Klimaneutralität kümmern, mittelfristig z. B. mit synthetischen Treibstoffen, langfristig z. B. mit elektrischen Flugzeugen. Aktivisten äußerten sich, dass sie selbst nicht mehr oder nur noch vereinzelt in Notfällen fliegen.
Der Mobilitätsforscher Stefan Gössling zeigt ein zwiespältiges Verhältnis zu Beschämungsaktionen. Einerseits ist für ihn „Schämen […] psychologisch gesprochen kein gutes Konzept, weil es zu kognitiver Dissonanz führt. D.h. man wird abwägen[,] ob man Umwelt oder eigene Ziele höher setzt. Man kommt dann vermutlich häufiger in die Enge und wird möglicherweise das eigene Verhalten rationalisieren.“ 

Andererseits sei Flugscham „eigentlich ganz gut“: Denn sie zwinge „uns alle[,] uns mit uns selbst auseinander zu setzen [sic!], was wir eigentlich so machen.“

### Flugscham als Teil der Philosophie von Institutionen
Als eine der ersten deutschen Hochschulen strich die Berliner Hochschule für Technik und Wirtschaft (HTW) im Jahr 2019 alle Kurzstreckenflüge; Dienstreisen sind nun durch klimafreundlichere Transportmittel zu ersetzen. Auch gab in einer Erhebung aus dem Jahr 2019 ein Fünftel aller wissenschaftlichen Mitarbeiter der Humboldt-Universität zu Berlin an, auf Kurzflüge verzichten zu wollen. Auch mehrere Hundert Mitarbeiter der Freien Universität Berlin unterzeichneten eine entsprechende Selbsterklärung. Das Start-Up Klarna schickte im September 2019 seine 600 Stockholmer Mitarbeiter mit Bus und Bahn zu einer Betriebsfeier in Berlin; Nordea, der größte schwedische Finanzkonzern, hat Kurzstreckenflüge gestrichen.

### „Zug statt Flug“
In der Schweiz löste die Flugreise einer Basler Delegation nach Hamburg zum Studium des dortigen öffentlichen Verkehrs eine Debatte aus und führte dazu, dass Politikern und Staatsangestellten des Kantons Basel-Stadt Flugreisen bis zu einer Distanz von 1000 Kilometern untersagt wurden. Die neue Devise lautet: „Der Kluge fährt mit dem Zuge.“ Der Bundesrat will den CO2-Ausstoß von Flugreisen der Bundesverwaltung bis 2030 um 30 Prozent senken. Dazu wurde ein Aktionsplan beschlossen, welcher ab Mitte 2020 von allen Verwaltungseinheiten der Bundesverwaltung umgesetzt wird. Dieser sieht vor, dass bei einer Reisezeit von unter sechs Stunden grundsätzlich mit dem Zug gereist werden muss. Ein Verbot von Inland-Linienflügen lehnte der Bundesrat jedoch ab.
International setzt sich die Initiative Stay Grounded für den Verzicht auf Flugreisen ein. Der deutsche Ableger heißt Am Boden bleiben. Der Verein Terran versucht in Anlehnung an „vegan“ den Begriff „terran“ als „ohne Flugzeug unterwegs“ zu etablieren.
Der internationale Schienenpersonenfernverkehr soll nach dem Motto »Zug statt Flug« verstärkt gefördert werden. Dazu fällten die Verkehrsminister aus Deutschland, Frankreich, Österreich und der Schweiz im Dezember 2020 einen Grundsatzentscheid, und die vier Staatsbahnen SBB, DB, ÖBB und SNCF unterzeichneten eine entsprechende Absichtserklärung.
Eine entscheidende Voraussetzung für das Gelingen der Strategie „Zug statt Flug“ ist es, dass das Angebot der Bahn als hinreichend attraktiv im Vergleich zu dem von Luftverkehrsgesellschaften erscheint, insbesondere was die Dauer der aufzuwendenden Zeit „von Haustür zu Haustür“ betrifft.

### Kompensationsmodelle
Im Jahr 2011 wurde die „Klima-Kollekte gGmbH“ gegründet, ein Kompensationsfonds christlicher Kirchen in Deutschland. Im Jahr 2018 nahm „Klima-Kollekte“ 876.013 Euro für die CO2-Kompensation ein. Mit dem eingenommenen Geld wird der Ausbau erneuerbarer Energien finanziert beziehungsweise die Steigerung der Energieeffizienz gefördert. Unter dem Motto „Vermeiden – Reduzieren – Kompensieren“ flossen etwa 46 Prozent der Spendeneinnahmen in die Kompensation von Flugreisen.
Im Jahr 2018 initiierte die Internationale Zivilluftfahrt-Organisation (ICAO) ein globales System zur Verrechnung der CO₂-Emissionen des internationalen Luftverkehrs unter dem Namen CORSIA (Carbon Offsetting and Reduction Scheme for International Aviation). Die Pilotphase des Systems begann im Januar 2021. Die EU verpflichtet sich, das System der CO₂-Kompensationspflichten umzusetzen.

### Rolle des Staates als Setzer von Rahmenbedingungen
Die Reduzierung der Passagierzahlen im Luftverkehr und der Zahl der Flüge ist ein zentrales umweltpolitisches Anliegen. Eine praktikable Methode besteht darin, Anreize zu setzen, die den Homo oeconomicus in den Reisewilligen veranlassen, seine Nachfrage nach dem politisch unerwünschten Angebot zu reduzieren. Die erprobtesten Methoden sind eine künstliche Verteuerung des Angebots (vor allem durch Steuern und Abgaben) sowie die Setzung von Rahmenbedingungen, die einige Anbieter veranlassen, sich „freiwillig“ (wegen der mangelnden Rentabilität ihres Angebots) vom Markt zurückzuziehen. Solche Maßnahmen können mit der Förderung solcher Angebote verbunden werden, die tatsächlich die CO2-Belastung durch den stattfindenden Luftverkehr nachhaltig und in hinreichendem Umfang reduzieren. In diesem Sinn stellt Stefan Gössling fest: „Wir müssen uns daran gewöhnen, dass Flugverkehr teurer werden wird, wesentlich teurer. Das heißt überhaupt nicht, dass es keinen Flugverkehr mehr geben wird, sondern, dass wir genauer abwägen[,] wann und wie wir fliegen und wie lange wir bleiben.“
Auch ist es Staaten erlaubt, Maßnahmen wie ein Verbot von Inlandsflügen rechtlich durchzusetzen. In Frankreich wurde z. B. der Betrieb von Inlandsfluglinien verboten, die Ziele ansteuern, welche durch den Bahnverkehr in maximal zweieinhalb Stunden erreicht werden können.
Alle in diesem Abschnitt genannten Methoden könnten sich auch dann als wirksam erweisen, wenn kaum jemand tatsächlich zu seinem Handeln durch Flugscham motiviert wäre.

## Maßnahmen zur Verhinderung und Rückdrängung von Flugscham

### Bewertung rückläufiger Fluggastzahlen als Schaden
Im Juni 2019 befasste sich die International Air Transport Association (IATA) in Seoul auf ihrer jährlichen Tagung ausführlich mit der Frage, wie sie auf das Phänomen Flugscham reagieren solle. Der Leiter der IATA, Alexandre de Juniac, ging davon aus, dass Flugscham weiter wachsen werde, wenn man ihr nicht begegne („Unchallenged, this sentiment will grow and spread“). Dass eine Bekämpfung der Ausbreitung der Flugscham notwendig sei, setzte er dabei als selbstverständlich voraus. Im November 2019 kündigte die IATA an, eine mit einem Millionen-Budget versehene Werbekampagne unter dem Namen „Fly aware“ („Bewusst fliegen“) zu starten, in der die schon erreichten Fortschritte sowie die zukünftigen Verpflichtungen hervorgehoben werden sollten.
Die Großbanken UBS und Citigroup bewerteten einen möglichen Erfolg der Flugscham-Bewegung als Risiko für das Geschäft der Luftfahrtindustrie. Auf dieses reagiert die Branche teils mit dem Versprechen, alternative Kraftstoffe entwickeln zu wollen, teils versprechen auch sie, Emissionen zu kompensieren.
Konkret kündigten Fluggesellschaften 2019 an, die CO2-Belastung aller Flüge oder eines Teils von ihnen automatisch zu kompensieren (z. B. Braathens, seit 2009 vollständig in SAS Norge integriert). Die skandinavische SAS verspricht, für ihre Stammkunden CO2-Emissionen automatisch auszugleichen, solange die Tickets über ihr Vielfliegerprogramm gebucht werden. Die TUI garantiert, die CO2-Belastung aller Flüge automatisch zu kompensieren, wenn der Ticketinhaber seinen Wohnsitz in Skandinavien hat. Easyjet kündigte im November 2019 an, die CO2-Belastung aller Flüge kompensieren zu wollen. Dabei ist sich das Unternehmen bewusst, dass Kompensation das Emissionsproblem nicht löst.
Im Januar 2023 bewertete National Geographic Deutschland die Hoffnung auf ein Verschwinden der Flugscham auf Flügen im Inlands- und Regionalluftverkehr durch technischen Fortschritt als realitätsgerecht. Das Magazin stellt aber auch ausdrücklich fest: „Die E-Flugzeuge werden in näherer Zukunft allerdings nicht auf Langstrecken eingesetzt werden – dazu sind ihre Akkulaufzeiten zu kurz.“

### Konzentration auf Kurzstreckenflüge als Objekt von Flugscham
Brot für die Welt und tourism-watch.de beobachteten im September 2019 zwei gleichzeitig vor allem bei jungen Leuten zu beobachtende Strömungen: einer davon gaben sie den Namen „Generation Greta“, der anderen den Namen „Generation Easyfly“. Beide Strömungen könnten in derselben Einzelperson koexistieren, und zwar in der Form, dass „junge Menschen, die freitags für Klimaschutz demonstrieren[,] trotzdem auch mal fliegen“. Sie würden „zu rational entscheidenden Multi-Mobilisten in Sachen Reisen, die für das Klima seltener mit dem Flugzeug, dafür öfter mit dem Zug, dem Bus oder der Mitfahrgelegenheit in den Urlaub reisen.“
Die angeführten Beispiele legen den Schluss nahe, dass es bei ihnen nicht um den Verzicht auf Langstreckenflüge geht. Diese stellen aber das größte Problem bei der Reduktion von CO2-Emissionen dar: Zwar legen nur 6,2 Prozent der Flüge eine Strecke von mehr als 4000 Kilometer zurück; diese Flüge verursachen aber mehr als die Hälfte der Emissionen, die zudem durch technische Innovationen nur schwer vermeidbar sind. Zudem ist eine Präferenz zur Benutzung von Schiffen im Passagierverkehr nach Übersee wegen der langen Dauer der Überfahrt nur schwer herstellbar. Ein genereller Verzicht auf Flugreisen käme im Hinblick auf solche Ziele bei den meisten einem Verzicht gleich, das Reiseziel im Laufe des Lebens überhaupt aufzusuchen.
Der oben angeführte Vorschlag: „Seltener mit dem Flugzeug, dafür öfter mit dem Zug, dem Bus oder der Mitfahrgelegenheit in den Urlaub reisen“ kann zwar nicht zu einer Reduktion der Gesamtemission von CO2 durch den Luftverkehr auf Null führen. Er reduziert diese aber erheblich und verringert darüber hinaus die Zahl der Fälle, in denen Durchschnittsreisende der Versuchung erliegen, ein Flugzeug zu benutzen. Aus der Sicht der meisten Individuen, die bislang Flüge buchten, stellen Langstreckenflüge nicht den Regelfall dar.
Träfe die oben referierte Prognose von National Geographic zu, dann bestünde laut NG kein Anlass, bei der Benutzung von Flugtaxis und anderen innovativen Methoden der Nutzung des Luftraums im Kurzstreckenverkehr Flugscham zu entwickeln, wenn der betreffende Verkehr tatsächlich emissionsfrei wäre.

## Weitere Scham-Bezeichnungen mit Klimaerwärmungsbezug
Im Juni 2021 wurden Pläne von Bündnis 90/Die Grünen zu einer „Ökosozialen (Verkehrs)Wende“ als Forderung nach einer „neue[n] Fossilscham“ interpretiert. Hintergrund ist die Erweiterung von Geboten, die das Verhalten bezüglich der Inanspruchnahme von Fluggelegenheiten betreffen, um solche, die sich auf Präferenzen für die Benutzung privater, durch fossile Kraftstoffe angetriebener Fahrzeuge beziehen. Der Begriff wird im deutschen Sprachraum nur sehr selten benutzt.
Bei der Infragestellung des Bauens von Einfamilienhäusern oder von Bautätigkeit generell sprachen verschiedene Medien von einer Bauscham. Auch der Begriff Bauscham ist im deutschen Sprachraum wenig verbreitet.